# Harry Styles (album)
Harry Styles is het gelijknamige debuutalbum van singer-songwriter Harry Styles. Het album kwam uit op 12 mei 2017. Het album werd erg goed onthaald, en debuteerde op plaats 1 in verschillende landen zoals Australië, België, Canada, Nederland en het Verenigd Koninkrijk. De plaat werd het negende meest verkochte album van 2017. Styles promootte het album tijdens de Harry Styles: Live on Tour, dat zowel bestond uit intieme shows als uit arena concerten. 

## Tracklist
| Nr. | Titel                  | Schrijver(s)                                                                        | Producer(s)                                | Lengte |
| --- | ---------------------- | ----------------------------------------------------------------------------------- | ------------------------------------------ | ------ |
| 1   | Meet me in the hallway | Harry Styles, Jeff Bhasker, Mitch Rowland, Ryan Nasci, Alex Salibian, Tyler Johnson | Jeff Bhasker, Alex Salibian, Tyler Johnson | 3:47   |
| 2   | Sign of the times      | Styles, Bhasker, Rowland, Nasci, Salibian, Johnson                                  | Bhasker, Salibian, Johnson                 | 5:40   |
| 3   | Carolina               | Styles, Bhasker, Rowland, Nasci, Salibian, Johnson, Thomas Hull                     | Bhasker, Salibian, Johnson, Hull           | 3:09   |
| 4   | Two ghosts             | Styles, John Ryan, Julian Bunetta, Rowland, Johnson                                 | Bhasker, Salibian, Johnson                 | 3:49   |
| 5   | Sweet Creature         | Styles, Hull                                                                        | Bhasker, Salibian, Johnson, Hull           | 3:44   |
| 6   | Only angel             | Styles, Bhasker, Rowland, Nasci, Salibian, Johnson                                  | Bhasker, Salibian, Johnson                 | 4:51   |
| 7   | Kiwi                   | Styles, Bhasker, Rowland, Nasci, Salibian, Johnson                                  | Bhasker, Salibian, Johnson                 | 2:56   |
| 8   | Ever since New York    | Styles, Bhasker, Rowland, Nasci, Salibian, Johnson                                  | Bhasker, Salibian, Johnson                 | 4:13   |
| 9   | Woman                  | Styles, Bhasker, Rowland, Nasci, Salibian, Johnson                                  | Bhasker, Salibian, Johnson                 | 4:38   |
| 10  | From the dining table  | Styles, Bhasker, Rowland, Nasci, Salibian, Johnson                                  | Bhasker, Salibian, Johnson                 | 3:31   |